# Bokal
Bokal je enota za merjenje prostornine. 1 bokal je enak 1/40 vedra oziroma 1,415 litra.   
Bokal je tudi slovenski priimek.   